# Living in the Material World
Living in the Material World —en español: Viviendo en el mundo material— es el cuarto álbum de estudio del músico británico George Harrison. Publicado por el sello Apple Records en 1973, fue el tercer lanzamiento del músico tras la separación de The Beatles, después de su debut en solitario, All Things Must Pass, y del álbum en directo The Concert for Bangladesh, que recoge el primer concierto benéfico en la historia de la música.
A diferencia de su debut en solitario, el álbum incluyó un sonido menos elaborado, debido a la ausencia de Phil Spector en la producción musical, y contó con la colaboración de un grupo reducido de músicos de sesión, entre los que figuraron Nicky Hopkins, Klaus Voormann, Jim Keltner, Ringo Starr y Leon Russell, entre otros. Por otra parte, parte del álbum profundizó en el interés de Harrison por la filosofía hindú, en canciones como «Give Me Love (Give Me Peace on Earth)», «The Lord Loves the One (That Loves the Lord)» y «Try Some, Buy Some». Otros temas como «Sue Me, Sue You Blues» y «Living in the Material World» incluyeron referencias al legado de The Beatles y a su relación con sus antiguos compañeros de grupo.
Tras su publicación, Living in the Material World obtuvo buenas reseñas por parte de la prensa musical. Al respecto, la revista Rolling Stone calificó el álbum como «un clásico del pop», un trabajo que «destaca como un acto de fe, milagroso en su esplendor». Por su parte, el autor Simong Leng se refirió al álbum como «una superproducción olvidada» que representa «el fin de una era, la última ofrenda de la era de The Beatles en Londres». Desde el punto de vista comercial, el álbum mantuvo el éxito de su predecesor y alcanzó el primer puesto en la lista de discos más vendidos de Canadá y Estados Unidos, así como la segunda posición en países como el Reino Unido, Australia y Suecia. A las dos semanas de su publicación, la RIAA certificó el álbum como disco de oro. En 2006, Capitol Records y EMI remasterizaron y reeditaron el álbum con material extra.

## Trasfondo
Tras la separación de The Beatles en abril de 1970, Harrison obtuvo una importante repercusión mediática y comercial por el éxito de All Things Must Pass, su primer trabajo en solitario, y por la organización de The Concert for Bangladesh, un concierto benéfico a favor de las víctimas de la Guerra de Liberación de Bangladés. Sin embargo, encontró problemas para lograr que la recaudación íntegra del concierto llegase a gente necesitada. El retraso en la publicación del álbum por Capitol Records, las reuniones transatlánticas con abogados y miembros de los gobiernos estadounidense y británico, así como problemas técnicos con el material filmado en el Madison Square Garden, obligaron a Harrison a retrasar otros proyectos musicales durante un año, entre ellos la grabación del sucesor de All Things Must Pass.
A finales de 1971, Harrison produjo el sencillo de Ringo Starr «Back Off Boogaloo» y la canción de Lon & Derrek Van Eaton «Sweet Music», y ayudó a Ravi Shankar a promocionar el documental Raga. En una entrevista en la revista Disc and Music Echo en diciembre, el pianista Nicky Hopkins relató que había participado en la sesión de grabación de «Happy Xmas (War Is Over)», un sencillo de John Lennon, durante la cual Harrison había tocado «entre dos y tres horas» de nuevas canciones. Hopkins sugirió que el trabajo en el nuevo álbum comenzaría entre enero y febrero de 1972, aunque los problemas relacionados con The Concert for Bangladesh pospusieron la grabación.
Entre tanto, a lo largo de 1972, Harrison profundizó en su interés por el visnuismo debido a su relación de amistad con Bhaktivedānta Swami, fundador de la Asociación Internacional para la Conciencia de Krishna. En agosto, tras la publicación de The Concert for Bangladesh, Harrison emprendió un viaje por Europa sin su por entonces mujer, Pattie Boyd, durante el cual reconoció como anécdota haber cantado el mantra Hare Krishna durante un día entero, según sus palabras. Joshua Greene, escritor y devoto de la Asociación, describió el viaje de Harrison como la «preparación» para grabar Living in the Material World.

## Contenido
Las canciones de Living in the Material World reflejaron tanto la devoción espiritual de Harrison en temas como «Give Me Love (Give Me Peace on Earth)», «The Lord Loves the One (That Loves the Lord)» y «Try Some, Buy Some», como sus sentimientos tras la organización de The Concert for Bangladesh en temas como «Miss O'Dell» y «The Day the World Gets 'Round». Sin embargo, y a diferencia de «la dulce satisfacción de fe» que englobaba su devoción a Krishna en All Things Must Pass, según las palabras de Anthony DeCurtis, el trasfondo religioso de Living in the Material World incluye una mayor austeridad como resultado de su experiencia con el concierto benéfico. John Barham, que trabajó en la orquestación de las canciones, sugirió que la causa de este cambio pudo ser una crisis espiritual, aunque otros señalaron a su fallida relación con Pattie Boyd. El propio Harrison reveló que en 1972 comenzó a escribir «So Sad», una canción que señalaba el fin de la relación y publicada al año siguiente en el álbum Dark Horse. El biógrafo Simon Leng escribió sobre la mentalidad de Harrison durante la grabación del álbum: «Living in the Material World encontró a Harrison en el mismo sitio que John Lennon cuando compuso "Help!", conmocionado por la avalancha de éxito repentino y preguntándose dónde se encontraba».

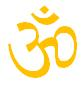
Living in the Material World fue el primero de varios discos, tales como Extra Texture y Brainwashed, en los que se incluyó el símbolo om.

Sin embargo, la adhesión de Harrison a metas espirituales no fue siempre consistente, debido a estilos de vida confrontados: Chris O'Dell, amigo de Harrison y Boyd, bromeó en una ocasión que era difícil saber si el músico «metía la mano en la siempre presente bolsa de las oraciones o en la bolsa de la cocaína». Varios biógrafos también recalcaron la misma dualidad: por una parte, Harrison se ganó el apodo afectivo de «Su Conferenciante», mientras que por otro lado, participaba en sesiones subidas de tono para el primer trabajo en solitario de Bobby Keys y en la grabación del tema de Harry Nilsson «You're Breakin' My Heart», durante la primera mitad de 1972. Del mismo modo, Harrison perdió por segunda vez su licencia de conductor tras conducir su Mercedes-Benz a 145 kilómetros por hora y sufrir un accidente en una rotonda, en el cual su mujer Boyd sufrió las lesiones más graves.
Otras canciones incluyeron referencias a los pleitos entre los antiguos integrantes de The Beatles para disolver legalmente Apple Corps, como en el caso de «Sue Me, Sue You Blues», y alusiones a la historia del grupo, como en «Living in the Material World». También incluyó mensajes de deseo por vivir en el presente y alejarse de su anterior identidad en el grupo en temas como «The Light That Has Lighted the World», «Who Can See It» y «Be Here Now». Especialmente, la letra de «Who Can See It» refleja un distanciamiento con su estatus en The Beatles a la sombra de John Lennon y Paul McCartney en los versos: «I've been held up, I've been run down, I can see quite clearly now through those past years when I played towing the line» (lo cual puede traducirse al español como: «He sido sujetado, he sido atropellado, ahora puedo ver claramente a través de los años pasados cuando tocaba ateniéndome a las reglas del grupo»). En relación con este estatus, y según las enseñanzas de Swami Prabhupada, todas las actividades que le llevaron a la fama no significaban nada en la visión del mundo de Harrison en 1972. Tal y como escribió en su autobiografía I, Me, Mine en 1980: «El Señor no se manifiesta a través del ego». Incluso en una canción pop aparentemente convencional como «Don't Let Me Wait Too Long», el amor se entregaba «como si viniese de arriba», según la concepción visual de Harrison.

## Grabación

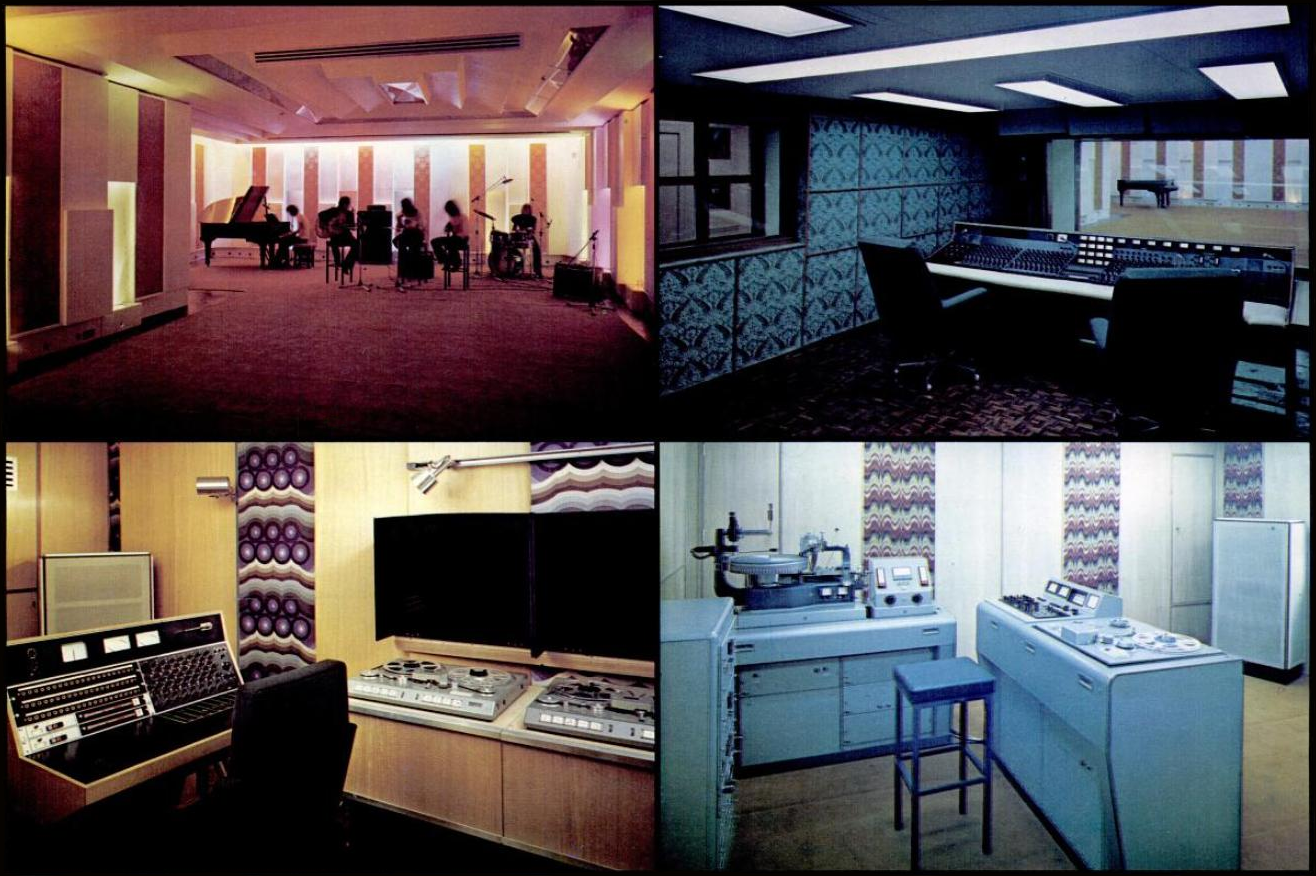
Apple Studios, donde Harrison grabó parte de Living in the Material World.

Tras el sonido «wagneriano» de All Things Must Pass, resultado de la producción musical de Phil Spector, Harrison estaba interesado en obtener un sonido más discreto para «liberar» las canciones. Aunque volvió a llamar a Spector para que coprodujera el álbum, una vez comenzadas las sesiones de grabación en octubre de 1972, el músico decidió producir el álbum en solitario. Aun así, Spector fue acreditado como coproductor de «Try Some, Buy Some», una canción grabada a comienzos de 1971 para un álbum de Ronnie Spector que nunca llegó a publicarse.
De forma opuesta a lo ocurrido en su álbum debut, que contó con la colaboración de una larga lista de músicos, Harrison contrató a un pequeño núcleo de amigos para grabar Living in the Material World. Además de su antiguo compañero en The Beatles, Ringo Starr, rescató de las sesiones de All Things Must Pass al teclista Gary Wright y al bajista Klaus Voormann, y volvió a trabajar con el arreglista John Barham. También contrató a Jim Keltner y a Jim Horn, quienes participaron en The Concert for Bangladesh, así como al teclista Nicky Hopkins, cuyo vínculo musical con Harrison se remontaba a la grabación del sencillo de Jackie Lomax «Sour Milk Sea». Por último, Pete Ham y Tom Evans, miembros del grupo Badfinger, se sumaron al grupo en las sesiones que tuvieron lugar entre el 4 y 11 de octubre, aunque no fueron finalmente acreditados en la publicación.

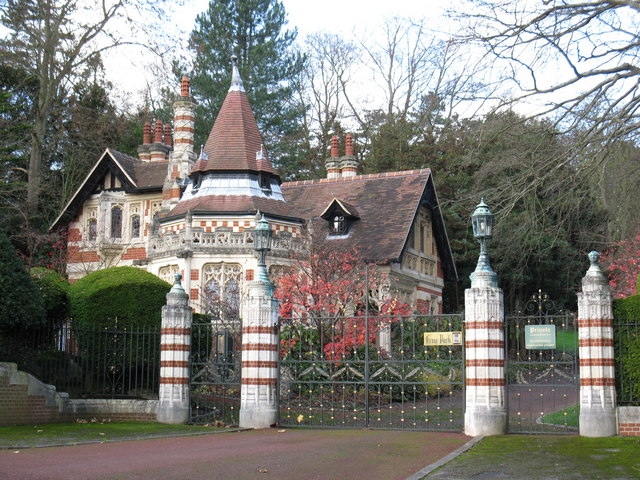
Según Klaus Voormann, parte de la grabación de Living in the Material World tuvo lugar en Friar Park, residencia de Harrison.

Parte de las sesiones de grabación tuvieron lugar en los Apple Studios de Londres, aunque según Voormann, gran parte del trabajo se realizó en los estudios personales que Harrison construyó en Friar Park. Voormann recordó haber grabado su parte en «Be Here Now» en un baño de la mansión, y el documental de Martin Scorsese muestra imágenes de músicos tocando en Friar Park durante las sesiones. Durante los fines de semana de los meses de septiembre y octubre de 1972, Harrison, Voorman y Horn participaron en la grabación de The Tin Man Was a Dreamer, el primer disco en solitario de Hopkins, en los estudios de Apple.
La grabación continuó en diciembre del mismo año sin la colaboración que Hopkins, que viajó a Jamaica para trabajar con The Rolling Stones en el álbum Goats Head Soup. Durante este mes, Harrison volvió a trabajar en «Sue Me, Sue You Blues», una canción que originalmente cedió a Jesse Ed Davis, y también coprodujo In Concert 1972, un álbum en directo de Ravi Shankar y Ali Akbar Khan. En diciembre también produjo una versión primeriza de «Photograph», una canción que coescribió con Starr y que cedió a su compañero para que la publicase en el álbum Ringo.
Entre enero y febrero de 1973, Harrison volvió a Apple Studios para sobregrabar las canciones con voces y partes instrumentales de percusión, guitarra slide e instrumentos de viento. En el caso de «Living in the Material World», añadió una sección instrumental hindú con sitar, flauta y tabla. Las últimas partes grabadas para el álbum fueron los arreglos orquestales de John Barham en «The Day the World Gets 'Round», «Who Can See It» y «That Is All», a comienzos de marzo. Una vez completada la producción, Harrison viajó a Los Ángeles para trabajar en los discos de Shankar y Starr Shankar Family & Friends y Ringo, respectivamente.

## Recepción

### Calificaciones de la crítica
Living in the Material World tuvo una recepción mayoritariamente positiva en la prensa musical. El crítico Stephen Holden de la revista Rolling Stone alabó el álbum como un «clásico del pop, un disco profundamente seductivo», por el cual valía la pena esperar dos años y medio. En la misma reseña, añadió: «Afortunadamente, el álbum no es solo un evento comercial, sino el trabajo más conciso y el mejor concebido por un Beatle desde John Lennon/Plastic Ono Band». En el mismo sentido, Nicholas Schaffner de Village Voice aprobó el gesto del cantante en donar los derechos de publicación del álbum a la recién creada asociación caritativa The Material World Charitable Foundation, y alabó las «exquisitas bases musicales» del disco. Schaffner reconoció que, aunque el «dogma transcendental» no era de su gusto, Harrison había «ideado una exuberante devoción en el rock diseñada para transformar los equipos de música de sus seguidores en templos». Por otra parte, la revista Billboard señaló los dos temas principales presentes en el álbum, «The Beatles y su batiburrillo» frente a la «capa espiritual», y definió la voz de Harrison como «de primer nivel».
Entre los críticos musicales que no estaban de acuerdo con la evaluación de Holden, la reacción fue menos eufórica que con la publicación de All Things Must Pass. Algunos, particularmente en el Reino Unido, criticaron lo que vieron como «insinuaciones de predicador» y «una naturaleza implacablemente piadosa». La crítica del diario NME concluyó diciendo: «Es tan condenadamente sagrado que podría gritar». En el mismo estilo, la reseña que Carr y Tyler publicaron dos años después en The Beatles: An Illustrated Record fue igualmente negativa, en la cual criticaron el hábito de Harrison por «imponer didácticamente las Sagradas Memorias sobre inocentes coleccionistas de discos» y declararon que la temática espiritual del álbum «es casi tan ofensiva en sí misma como el álbum Some Time in New York City de John Lennon». Sobre las críticas a su fe, Harrison comentó en una entrevista para Melody Maker: «Se sienten asustados cuando hablas de algo que no es simplemente "Be-Bop-A-Lula". Si dices las palabras Dios o Señor, a algunos se les eriza el pelo».
En contraposición a la letra de las canciones, la prensa destacó la producción y la musicalidad del álbum. Al respecto, Schaffner declaró: «Seguramente Phil Spector nunca tuvo un discípulo más atento». Carr y Tyler, críticos con la temática religiosa, destacaron los «excelentes y logradas piezas de guitarra slide», mientras que otros periodistas identificaron los solos en «Give Me Love», «The Lord Loves the One (That Loves the Lord)» y «Living in the Material World» como ejemplares y los mejores de la carrera de Harrison.
Décadas después de su publicación, Living in the Material World siguió dividiendo a analistas y periodistas musicales. En 2002, Greg Kot escribió para la revista Rolling Stone que encontraba el álbum «tristemente monocromático» en comparación con All Things Must Pass, mientras que Zeth Lundy comentó en PopMatters que sufre de «una extensión más anónima» comparado con la «inmensa relevancia» de su predecesor. En contraposición, John Metzger se refirió a Living in the Material World en su crónica para Music Box como «el álbum más infravalorado e ignorado de su carrera» y añadió que «la belleza zen que emana de los himnos de Harrison es sutilmente afectiva».
Entre los biógrafos de Harrison, el escritor Alan Clayson destacó del álbum la «autoproducción con criterios más cercanos al estilo de George Martin». Según Clayson: «Dentro de un entorno más restrictivo, Harrison fue capaz de reclamar el título de rey de la guitarra slide en el rock and roll y de mostrar su posiblemente mejor interpretación vocal en un disco con la canción «Who Can See It», al estilo de Roy Orbison». Robert Rodriguez también aprobó la producción estética que liberó las canciones de Harrison de la «tiranía» que supuso el muro del sonido de Spector, lo cual permitió a los instrumentos «brillar y tener espacio para respirar en sus melodías».
Gary Tillery, otro biógrafo de Harrison, consideró Living in the Material World «una buena pieza de acompañamiento» para su triple álbum de 1970, mientras que Simon Leng lo describió como su disco favorito de la carrera musical de Harrison. En su libro While My Guitar Gently Weeps: The Music of George Harrison, Leng describió que, con su combinación de una «canción protesta» como «The Day the World Gets 'Round», de su «lucha contra el estrellato» en «The Lord Loves the One» y de su «perfecta confección pop» en «Give Me Love (Give Me Peace on Earth)», Living in the Material World fue el último álbum en capturar el espíritu lúcido y utópico que caracterizó la década de 1960.

### Resultados comerciales
La publicación de Living in the Material World coincidió con un calendario repleto de ediciones de Apple Records, que tenía programados para publicar los recopilatorios 1962–1966 y 1967–1970, de The Beatles, y Red Rose Speedway, el segundo álbum de Paul McCartney & Wings, entre abril y mayo de 1973. El álbum fue precedido por la difusión en las emisoras de radio de su primer y único sencillo, «Give Me Love (Give Me Peace on Earth)», que supuso el segundo número uno de Harrison en los Estados Unidos tras «My Sweet Lord». La publicación del álbum estuvo acompañada de una campaña de publicidad impresa que incluyó paneles publicitarios combinando la portada y la contraportada del disco, así como fotografías publicitarias de Harrison impresas por Apple, con la palma de la mano extendida y enseñando la portada del álbum.
La edición se fijó finalmente en el calendario para el 30 de mayo de 1973 en Norteamérica y el 21 de junio en el Reino Unido. Tras el éxito previo de All Things Must Pass y la expectación por un nuevo trabajo, Living in the Material World obtuvo un éxito comercial inmediato: en Estados Unidos, una semana después de su publicación, entró en el puesto once de la lista Billboard 200, y alcanzó el primer puesto en su segunda semana tras desplazar al álbum Red Rose Speedway de McCartney. El disco se mantuvo cinco semanas en lo alto de la lista estadounidense y consiguió la certificación de disco de oro, otorgada por RIAA, a los dos días de su edición debido a las copias reservadas antes de su publicación. En el Reino Unido, el álbum alcanzó el segundo puesto de la lista de discos más vendidos.
A pesar de sus ventas iniciales, su éxito posterior se vio limitado por la decisión de Apple de cancelar la publicación de «Don't Let Me Wait Too Long» como segundo sencillo promocional en Estados Unidos. En el mismo sentido, Harrison decidió no promocionar su recién publicado trabajo con entrevistas o actuaciones en público: el único medio de promoción fueron cintas pregrabadas y enviadas a la BBC para su emisión en el programa Radio One Club. A pesar de la escasa promoción, Harrison consiguió alcanzar de forma simultánea el primer puesto tanto en la lista de discos como en la de sencillos más vendidos por segunda vez en su carrera con Living in the Material World y «Give Me Love (Give Me Peace on Earth)», tras lograrlo tres años antes con All Things Must Pass y «My Sweet Lord».

## Diseño del álbum

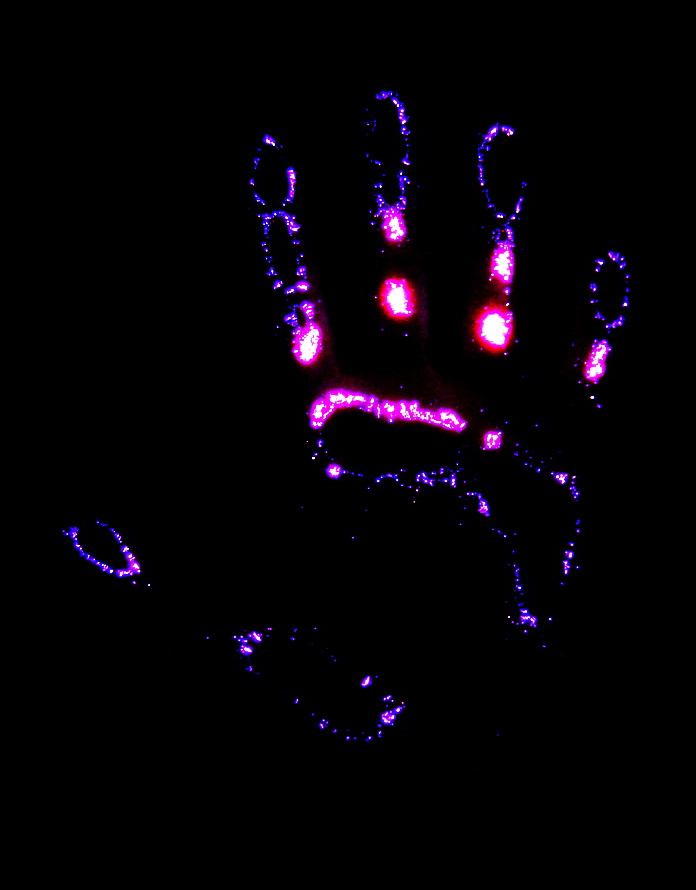
Fotografía de una mano tomada con una cámara Kirlian, semejante a la usada como portada de Living in the Material World.

Al igual que con All Things Must Pass y The Concert for Bangladesh, Harrison confió el diseño del álbum a Tom Wilkes y a su compañero Craig Baun. El resultado fue una carpeta doble descrita por Stephen Holden en la revista Rolling Stone como «bellamente empaquetada con simbólicas portadas hechas a mano y la dedicatoria: All Glories to Sri Krsna», mientras que Nicholas Schaffner admiró «la representación en color de las escrituras hindúes» en la forma de una pintura del libro Bhagavad Gita que representa a Krishna con Áryuna, un arquero y guerrero, en un carro tirado por Uchchaihshravas, un caballo de siete cabezas. Harrison utilizó posteriormente la imagen de perfil del caballo con siete cabezas como logotipo de su propio sello discográfico, Dark Horse Records, fundado un año más tarde. En la parte posterior de la imagen, incluyó por primera vez el símbolo om en rojo sobre un fondo amarillo, un distintivo presente en trabajos posteriores como Extra Texture, Thirty Three & 1/3 y Brainwashed.
La portada del álbum incluyó una fotografía de la palma de la mano de Harrison mostrando un medallón hindú y tomada con una cámara Kirlian en el departamento de parasicología de la Universidad de California en Los Ángeles. La contraportada incluyó una fotografía semejante, en la que se usó la misma técnica y en la cual Harrison mostraba tres monedas de dólar: una moneda de plata y dos cuartos de dólar. En el interior de la doble carpeta, Wilkes incluyó una fotografía de Harrison con otros músicos —de izquierda a derecha, Ringo Starr, Jim Horn, Klaus Voormann, Nicky Hopkins, Jim Keltner y Gary Wright— sentados en una larga mesa con comida y bebida, en una parodia deliberada del cuadro de Leonardo da Vinci La última cena. Al igual que con las monedas de dólar de la contraportada, varios detalles en la fotografía interior, tomada por el fotógrafo Ken Marcus en el jardín de la casa del abogado Abe Somers, representan lo que Harrison denominó como «aspectos brutos» de la vida en el mundo material. Años más tarde, el biógrafo Alan Clayson especuló sobre el simbolismo y posibles mensajes ocultos en la fotografía: según el autor, la enfermera que porta un carrito de bebé en el fondo del jardín es una posible alusión a la esterilidad de Pattie Boyd, mientras que la silla de ruedas vacía es una referencia a su madre, fallecida tres años antes. Además, el teólogo Dave Allison observó un sentimiento antireligioso en la fotografía por la ropa de Harrison, que viste un hábito de sacerdote y porta en la mano izquierda un revólver: según Allison, «un golpe al materialismo y la violencia de la iglesia de Roma».
En la parte inferior de la contraportada, el diseño incluyó detalles de un ficticio club de seguidores de Jim Keltner, al cual se podía solicitar información mandando un «elefante desnudo estampado» a una dirección postal de Santa Mónica, California. Este detalle supuso un gesto de agradecimiento al batería, además de una indirecta a Paul McCartney, que había fundado recientemente un club de fanes de Wings, su nuevo grupo, y cuyo símbolo a modo de alas circunda el nombre de Keltner en el texto.

## Reediciones
Capitol Records publicó Living in the Material World por primera vez en disco compacto en enero de 1992 sin material extra. Tras la reedición de All Things Must Pass en enero de 2001, Harrison mostró su interés en remasterizar y reeditar el resto de su catálogo musical siguiendo el orden cronológico de su publicación original. Sin embargo, su muerte en noviembre del mismo año obligó a su familia a posponer los proyectos pendientes para finalizar Brainwashed, su último trabajo de estudio, y para organizar Concert for George, un concierto homenaje a su carrera.
Finalmente, el 26 de septiembre de 2006, un año después de la reedición de The Concert for Bangladesh, EMI reeditó Living in the Material World en tres formatos: una edición limitada en LP, otra en disco compacto y una tercera edición deluxe en formato digipack con el CD original, un DVD y un libreto de cuarenta páginas con fotografías inéditas de Mal Evans y Barry Feinstein, además de anotaciones de Kevin Howlett y las letras de las canciones transcritas de la autobiografía de Harrison, I Me Mine. El disco incluyó dos temas extra: «Deep Blue» y «Miss O'Dell», publicados originalmente como caras B de los sencillos «Bangla Desh» y «Give Me Love (Give Me Peace on Earth)» respectivamente. Por otra parte, el DVD incluyó material audiovisual de la canción «Give Me Love (Give Me Peace on Earth)» interpretada durante una gira por Japón en 1991 con Eric Clapton, además de clips con escenas rodadas durante la grabación de «Living in the Material World» y material de archivo con versiones alternativas de «Sue Me, Sue You Blues» y «Miss O'Dell».
En septiembre de 2014, Living in the Material World fue nuevamente remasterizado y reeditado como parte de The Apple Years 1968-75, una caja recopilatoria que incluyó los seis discos de estudio de Harrison publicados con Apple Records.

## Lista de canciones
Todas las canciones escritas por George Harrison.
| Cara A |                                         |          |  |
| N.º    | Título                                  | Duración |  |
| 1.     | «Give Me Love (Give Me Peace on Earth)» | 3:36     |  |
| 2.     | «Sue Me, Sue You Blues»                 | 4:48     |  |
| 3.     | «The Light That Has Lighted the World»  | 3:31     |  |
| 4.     | «Don't Let Me Wait Too Long»            | 3:00     |  |
| 5.     | «Who Can See It»                        | 3:52     |  |
| 6.     | «Living in the Material World»          | 5:31     |  |

| Cara B |                                                |          |  |
| N.º    | Título                                         | Duración |  |
| 7.     | «The Lord Loves the One (That Loves the Lord)» | 4:34     |  |
| 8.     | «Be Here Now»                                  | 4:09     |  |
| 9.     | «Try Some, Buy Some»                           | 4:08     |  |
| 10.    | «The Day the World Gets 'Round»                | 2:53     |  |
| 11.    | «That Is All»                                  | 3:43     |  |

| Bonus track (2006, 2014) |                                                                             |          |  |
| N.º                      | Título                                                                      | Duración |  |
| 12.                      | «Deep Blue» (Cara B del sencillo «Bangla Desh»)                             | 3:47     |  |
| 13.                      | «Miss O'Dell» (Cara B del sencillo «Give Me Love (Give Me Peace on Earth)») | 2:33     |  |
| 14.                      | «Bangla Desh»                                                               | 3:57     |  |

| DVD (reedición de 2006) |                                                                                       |          |  |
| N.º                     | Título                                                                                | Duración |  |
| 1.                      | «Give Me Love (Give Me Peace on Earth)» (Grabado en Tokio el 15 de diciembre de 1991) | 3:30     |  |
| 2.                      | «Miss O'Dell» (Versión alternativa)                                                   | 2:33     |  |
| 3.                      | «Sue Me, Sue You Blues» (Demo acústica)                                               | 3:20     |  |
| 4.                      | «Living in the Material World»                                                        | 5:31     |  |
| 5.                      | «Don't Let Me Wait Too Long»                                                          | 2:57     |  |

## Personal
| Músicos - George Harrison: voz, guitarra acústica, guitarra eléctrica, dobro, sitar, armónica y coros - Nicky Hopkins: piano eléctrico y piano - Gary Wright: órgano, armonio, clavecín y piano eléctrico - Klaus Voormann: bajo, contrabajo y saxofón tenor - Jim Keltner: batería y percusión - Ringo Starr: batería y percusión - Jim Horn: saxofón, flauta y arreglos - Zakir Hussain: tabla - John Barham: orquestación - Leon Russell: Piano - Jim Gordon: batería y pandereta en «Try Some, Buy Some» - Pete Ham: guitarra acústica en «Try Some, Buy Some» | Equipo técnico - Kendall L. Johnson: fotografía - Ken Marcus: fotografía - Phil McDonald: ingeniero de sonido - Doug Sax: masterización - Phil Spector: producción musical en «Try Some, Buy Some» |

## Posición en listas
| Año  | País                | Lista                    | Posición |
| ---- | ------------------- | ------------------------ | -------- |
| 1973 | Alemania Occidental | Media Control Charts     | 20       |
| 1973 | Australia           | Kent Music Report        | 2        |
| 1973 | Bélgica             | Belgium Albums Chart     | 2        |
| 1973 | Canadá              | RPM Albums Chart         | 1        |
| 1973 | España              | Spanish Albums Chart     | 8        |
| 1973 | Estados Unidos      | Billboard 200            | 1        |
| 1973 | Francia             | SNEP Albums Chart        | 10       |
| 1973 | Italia              | Italian Albums Chart     | 4        |
| 1973 | Japón               | Oricon LP Chart          | 9        |
| 1973 | Noruega             | VG-Lista Albums Chart    | 4        |
| 1973 | Países Bajos        | Mega Albums Chart        | 5        |
| 1973 | Reino Unido         | UK Albums Chart          | 2        |
| 1973 | Suecia              | Kvällstoppen Chart       | 2        |
| 2006 | Estados Unidos      | Billboard Catalog Albums | 36       |
| 2006 | Francia             | SNEP Albums Chart        | 14       |
| 2006 | Japón               | Oricon LP Chart          | 33       |

| Sencillo       | País           | Lista                         | Posición |
| -------------- | -------------- | ----------------------------- | -------- |
| «Give Me Love» | Alemania       | Media Control Singles Chart   | 28       |
| «Give Me Love» | Canadá         | RPM 100 Singles Chart         | 9        |
| «Give Me Love» | Estados Unidos | Billboard Hot 100             | 1        |
| «Give Me Love» | Estados Unidos | Hot Adult Contemporary Tracks | 4        |
| «Give Me Love» | Japón          | Oricon Singles Chart          | 37       |
| «Give Me Love» | Noruega        | VG-lista Singles Chart        | 7        |
| «Give Me Love» | Países Bajos   | Dutch Singles Chart           | 7        |
| «Give Me Love» | Reino Unido    | UK Singles Chart              | 8        |

## Certificaciones
| Fecha              | País           | Organismo certificador | Certificación | Ventas certificadas |
| ------------------ | -------------- | ---------------------- | ------------- | ------------------- |
| 1 de junio de 1973 | Estados Unidos | RIAA                   | Oro           | 500 000             |